# Great Northern Peninsula
Die Great Northern Peninsula (engl. für „Große Nördliche Halbinsel“) ist die größte und längste Halbinsel auf der kanadischen Insel Neufundland.
Sie ist etwa 225 km lang und bis zu 80 km breit.
Sie umfasst eine Fläche von 17.483 km². 
Ihre südliche Grenze liegt ungefähr auf Höhe der Bonne Bay. Im äußersten Norden der Halbinsel liegen die beiden Kaps Cape Norman und Cape Bauld. 
Im Westen wird die Halbinsel vom Sankt-Lorenz-Golf, im Norden von der Belle-Isle-Straße und im Osten von der Labradorsee und der White Bay begrenzt.

## Topographie
Die Great Northern Peninsula kann in zwei topographische Gebiete unterteilt werden: die hohen Plateaus der Long Range Mountains sowie die tiefliegenden Küstenbereiche, in denen sämtliche Siedlungen zu finden sind.   
Die Long Range Mountains sind charakterisiert durch steile Gebirgstäler mit spektakulären Fjorden, die bis zum Meer reichen, sowie durch seenreiche Hochflächen, die von Flüssen durchflossen werden. 
Das nördliche Ende der Halbinsel wird durch die Bucht Hare Bay zweigeteilt. 
Die südlichen und östlichen Grenzbereiche sind gebirgig, während der westliche Bereich im Norden eine Küstenebene aufweist, sowie im Süden von tiefen Fjorden durchzogen wird.  
Auf der Halbinsel befindet sich der Gros Morne National Park.
Nahe der Nordspitze der Halbinsel liegt die ehemalige isländisch-grönländische Siedlung L’Anse aux Meadows.